# راكيش كابور
راكيش كابور (بالإنجليزية: Rakesh Kapoor)‏ هو رائد أعمال هندي، ولد في 4 أغسطس 1958 في دلهي في الهند.